# 通燕高速公路
通燕高速公路（通燕路）是连接北京市通州区和河北省廊坊市三河市燕郊镇的收费高速公路，简称通燕高速，是102国道的一段高等级公路。在通州的部分是北京城市副中心“十一横九纵”路网体系中的一个横向通道。通燕高速西端通过京通通燕联络线高速公路与京通快速路连接于天成桥，并通过102国道线路引入朝阳路，东接三河市的102国道路段京榆大街，途中于三惠东桥与 北京六环路交汇（但因东六环隧道建成通车而不再互通）。

## 互通枢纽及服务设施
出口编号及里程以 102国道为准
| 地区                                                                                         | 里程  | 类型                              | 名称                   | 连接                                 | 说明                                                           |
| -------------------------------------------------------------------------------------------- | ----- | --------------------------------- | ---------------------- | ------------------------------------ | -------------------------------------------------------------- |
| 北京市 通州区                                                                                | 17    | 出入口                            | 天成桥/竹木场桥        | 朝阳路 京通通燕联络线                | 京通通燕联络线往 京通快速路                                    |
| 北京市 通州区                                                                                | 17    | 主线出入口 · 主线收费站           | 西马庄收费站           | 西马庄收费站                         | 收京通快速通行费                                               |
| 北京市 通州区                                                                                | 17/19 | (17/19)                           | 通顺路                 | 物资学院路 通顺路                    | 通州北关桥                                                     |
| 北京市 通州区                                                                                | 22    | (22)                              | 芙蓉东路               | 潞苑东路，芙蓉东路                   | 耿庄桥                                                         |
| 北京市 通州区                                                                                |       | 出入口                            | 后屯路                 | 后屯路                               | 通州方向，仅入口                                               |
| 北京市 通州区                                                                                | 24    | (24)                              | 东六环                 | 东六环                               | 三惠东桥，常屯收费站。2025年4月20日0时起因东六环隧道通车而封闭 |
| 北京市 通州区                                                                                | 24    | (24)                              | 宋庄文化区南街         | 宋庄文化园西路                       | 仅出口                                                         |
| 北京市 通州区                                                                                | 26    | (26)                              | 通济路 通怀路          | 通济路                               | 丁各庄桥，丁各庄收费站                                         |
| 北京市 通州区                                                                                | 28    | (28)                              | 白师路 右堤路          | 白师路 右堤路                        | 白庙北匝/白庙南匝收费站                                        |
| 北京市 通州区                                                                                | 28    | 主线收费站                        | 白庙主线               | 白庙主线                             | 收通燕高速通行费                                               |
| 北京市 通州区                                                                                | 28    | 停车场 · 加油设施 · 修车站 · 餐厅 | 白庙服务区             | 白庙服务区                           |                                                                |
| 北京市 通州区                                                                                | 28    | 公安檢查站                        | 北京市白庙南综合检查站 | 北京市白庙南综合检查站               | 仅北京方向进京检查站                                           |
| 河北省 廊坊市 三河市                                                                         |       | 枢纽 · 主线出入口                 | 燕郊出口立交枢纽       | 京榆大街、京榆旧线、燕顺路、思菩兰路 |                                                                |
| 下行往 京榆大街                                                                              |       |                                   |                        |                                      |                                                                |
| 1.000 英里 = 1.609 千米；1.000 千米 = 0.621 英里 并行路段 • 已关闭／取消 • 限制进入 • 未开放 |       |                                   |                        |                                      |                                                                |

## 历史
通燕高速的前身可追溯至1986年上马的京榆路通县段新线工程，该工程起自京承铁路立交桥（结研所西侧），过北关环岛后在旧路（即今“京榆旧线”）南侧沿运潮减河北岸与京秦铁路北侧铺设至燕郊，设计时速100km/h，1988年7月20日开工，1990年9月20日主线竣工:33。
1994年3月，京哈公路西马庄至燕郊段开始按高速公路标准改造，全线护网封闭，交通标线热塑反光化，由通县公路分局负责收费和管理，1994年6月28日建成，同年8月18日开始正式收费:16。作为京哈公路北京段改建的高速公路，这段高速路一度被命名为京哈高速，直至2010年4月20日，全国高速开始统一编号，原京沈高速公路成为新 京哈高速，原京哈高速更名为通燕高速。

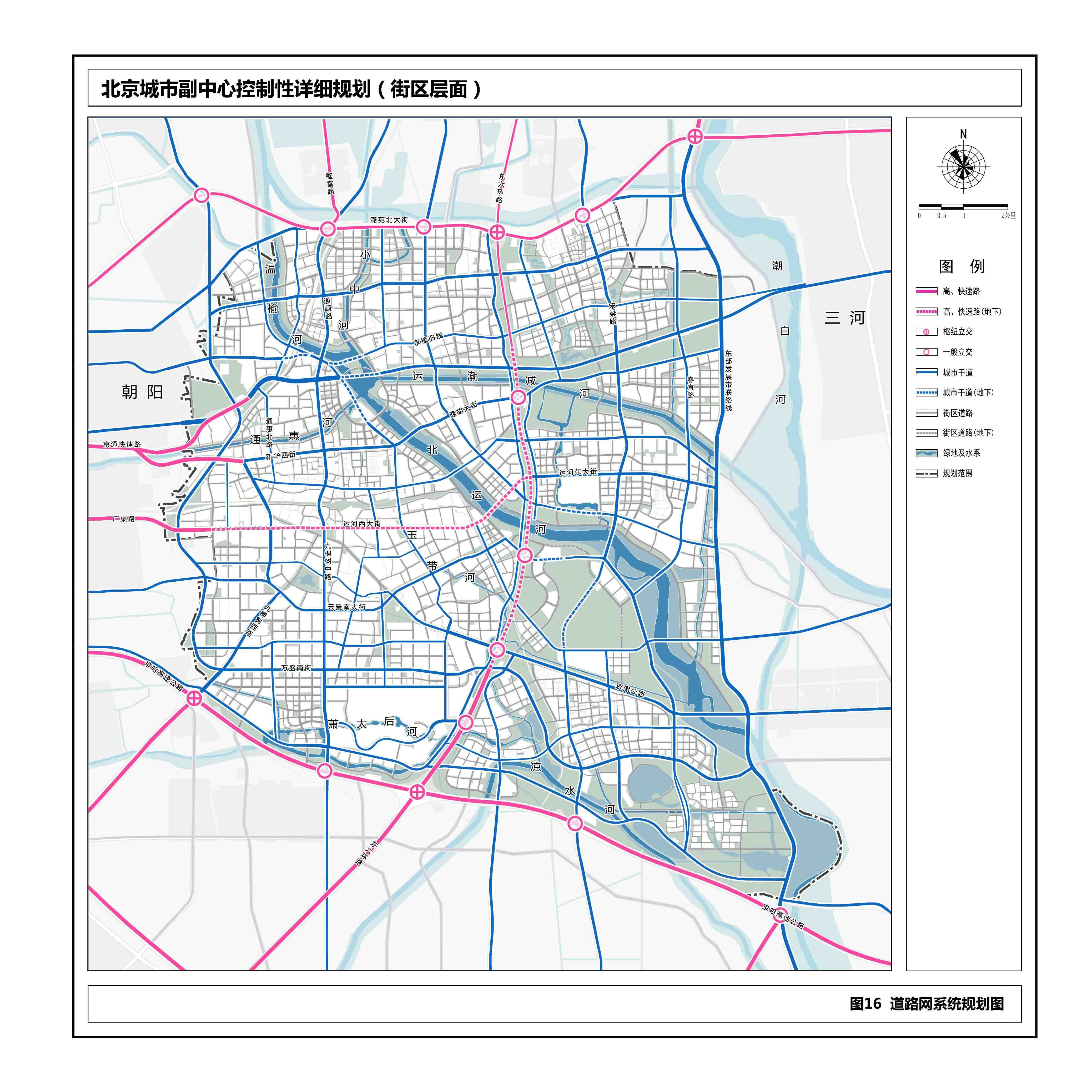
《北京城市副中心控制性详细规划（街区层面）（2016年—2035年）》道路网系统规划示意图中，现通燕高速公路的北运河大桥部分被标注为入地。

2015年5月，通州新城中心区建管委主任朱志高表示，为了凸显五河交汇这个亮点，将初步考虑“让通燕高速改道下穿，从运河源头的东侧耿庄桥下穿，把运河五河交汇处水面让出来，一直穿行到西侧的收费站附近为止，不会让高速截断河面。”但由于工程量大、施工复杂，具体方案还在论证中。
2022年6月10日，通燕高速公路出京方向全时段免费通行、进京方向早高峰时段7:00-9:00正常收费，其余时段免费通行。

## 地位
通燕高速在北京高速公路网中被归为国道沿线技术等级为高速公路的路段，编号采用了所属国道的编号。